# Tangerine Computer Systems
A Tangerine Computer Systems foi uma fabricante britânica de microcomputadores fundada em 1979 por Paul Johnson, Mark Rainer e Nigel Penton Tilbury em St. Ives, Cambridgeshire, Inglaterra. O nome da empresa, tangerina, foi inspirado pelo sucesso de outra fruta no mundo dos computadores, a Apple..
O primeiro produto da empresa foi o kit TAN1648 VDU, o qual foi bem recebido pela imprensa especializada. Como o mercado de computadores domésticos começava a se expandir, embora de modo lento, era necessário marcar presença no mesmo. A sede da empresa foi então mudada para Ely, Cambridgeshire, e, posteriormente, o próprio nome da empresa foi alterado e ela passou a ser conhecida nos anos 1980 como Oric International.